# Sun Air of Scandinavia
Sun Air ou Sun Air of Scandinavia (code AITA EZ ; code OACI SUS) est une compagnie aérienne basée à Billund. Elle assure ses vols en tant que franchisé de British Airways. Elle a commencé ses opérations en 1978.

## Destinations
Sun Air of Scandinavia dessert les villes suivantes (mars 2019) :
- Danemark
  - Aarhus (Aéroport d'Aarhus)
  - Billund (Aéroport de Billund)
- Allemagne
  - Düsseldorf (Aéroport international de Düsseldorf)
  - Friedrichshafen (Aéroport de Friedrichshafen)
  - Munich (Aéroport de Munich-Franz-Josef Strauss)
  - Brême (Aéroport de Brême)
- Norvège
  - Oslo (Aéroport d'Oslo-Gardermoen)
  - Bergen (Aéroport de Bergen)
- Suède
  - Göteborg (Aéroport de Göteborg-Landvetter)
  - Stockholm (Aéroport de Stockholm-Bromma)
- Royaume-Uni
  - Londres (London City Airport)
  - Manchester (Aéroport de Manchester)
- France
  - Toulouse (Aéroport de Toulouse-Blagnac)
  - Marseille (Aéroport de Marseille-Provence)

## Flotte

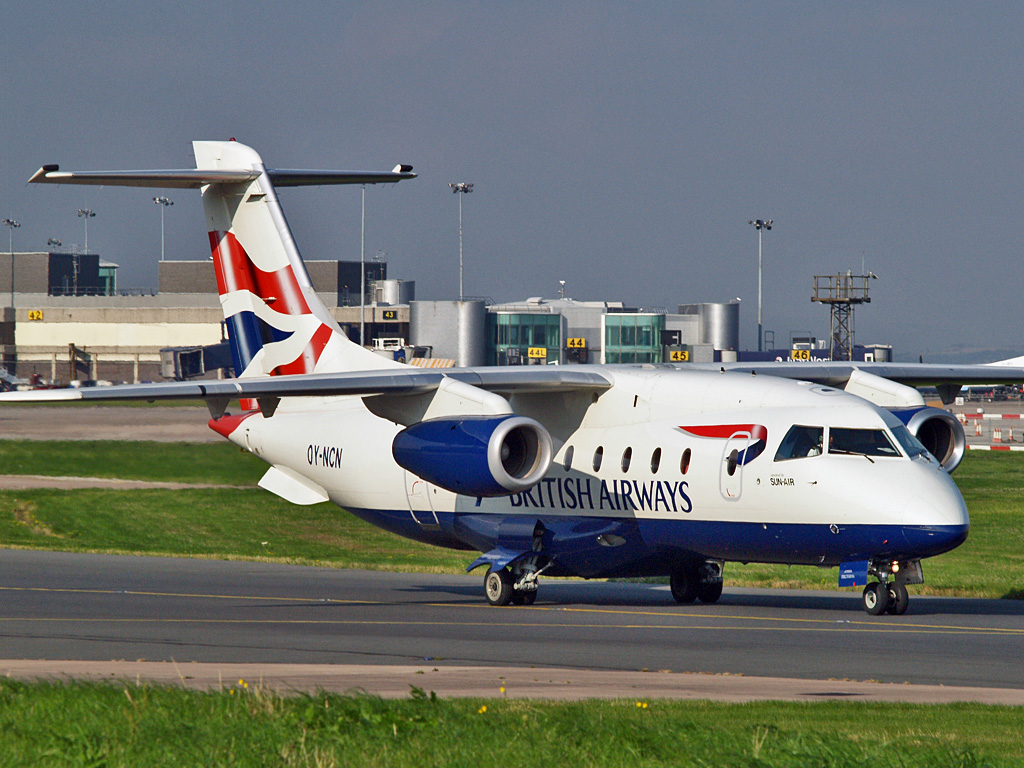
Dornier 328Jet de Sun Air of Scandinavia

Au mois d'avril 2018, la flotte de Sun Air of Scandinavia comptait les appareils suivants :
- 14 Dornier 328Jet